# آق‌باش‌لر
آق‌باش‌لر (به لاتین: Ağbaşlar) یک منطقه مسکونی در جمهوری آذربایجان است که در شهرستان تووز واقع شده است. آق‌باش‌لر ۹۵۱ نفر جمعیت دارد.